# Kılıç Arslan Ier
Pour les articles homonymes, voir Kılıç Arslan et Arslan.
Kılıç Arslan, Kilitch-Arslan ou Kilij Arslan est un sultan seldjoukide de Roum (1092-1107). Il est le fils et successeur de Süleyman Ier (1074-1086)

## Biographie
Après la mort au combat de son père à Alep en 1086, il est capturé par le vainqueur Tutuch, fondateur de la dynastie seldjoukide de Syrie. Le sultanat de Roum est alors confié au régent Abû'l-Qasîm. Tutuch marche sur l'Anatolie afin de l'éliminer. Les Byzantins l'obligent à se retirer, sauvant du désastre les seldjoukides de Roum.

### Le règne
Profitant de la mort du sultan seldjoukide Malik Châh Ier (1092), Kılıç Arslan regagne l'Anatolie à la fin de l'année. L'émir de Smyrne, Zachas, lui offre la main de sa fille pour s'en faire un allié contre Byzance. Kılıç Arslan le fait assassiner l'année suivante pour obtenir la faveur d'Alexis Ier Comnène.
Il a 17 ans quand commence la première croisade (1096-1099). Il anéantit la croisade populaire de Pierre l'Ermite au camp de Civitot, près de Nicée (21 octobre 1096). Croyant le danger écarté, il se retourne alors contre ses ennemis turcs à l'Est.
En mai 1097, Kılıç Arslan est en campagne dans la région de Malatya. Les Croisés assiègent Nicée avec le soutien de l'empereur byzantin Alexis Ier Comnène. Kılıç Arslan conclut une trêve avec Danichmend et marche vers l'ouest mais doit se replier le 21 mai sur Konya devant l'ampleur des forces croisées. Nicée est livrée aux Byzantins (19 juin). Les dignitaires du sultanat sont épargnés et la jeune sultane, accompagnée de son nouveau-né, est reçue à Constantinople avec les honneurs royaux. Elle est conduite auprès de son frère, l'émir de Smyrne, qui devant la menace franque et byzantine abandonne ses possessions en Égée pour reconduire sa sœur auprès de Kılıç Arslan. 
Kılıç Arslan conclut alors une alliance avec Danichmend et rassemble les Turcs, tandis que les Francs quittent Nicée pour marcher sur Konya (juin). Les Turcs leur tendent une embuscade près de Dorylée (17 rajab 490 A.H../1er juillet 1097). Mais la cavalerie légère turque ne peut rien contre les armures des chevaliers francs de Hugues, frère du roi de France, Robert, duc de Normandie, Godefroy de Bouillon, duc de basse-Lorraine avec son frère, Baudouin de Boulogne  qui forcent le passage. Kılıç Arslan, encerclé, prend la fuite, suivi par Danichmend et la plupart des émirs. L'armée turque restée sur place est taillée en pièces. Les Francs traversent lentement l'Anatolie et le 21 octobre 1097, mettent le siège devant Antioche puis se lancent à la conquête de la Syrie et de la Palestine.
Durant l'été 1101, les Turcs provisoirement unis massacrent trois expéditions de croisés qui traversaient l'Anatolie.
En 1106, Kılıç Arslan prend Mayyafarikin (de nos jours Silvan) aux Artukides et Malatya qu'il convoitait depuis longtemps.
En 1107, Kılıç Arslan, appelé par les habitants de Mossoul, entre dans la ville, chasse l'atabeg Jawali et s'y fait proclamer sultan. Il nomme son fils Malik Shah de onze ans comme son lieutenant. Vaincu par le Grand seldjoukide Muhammed Ier, il doit se replier et se noie en traversant le fleuve Khabur (juin 1107). Resté à Mossoul, Malik Shah est fait prisonnier et emmené à Ispahan.

### La succession
Kılıç Arslan Ier a eu douze enfants dont cinq fils : 
1. L'aîné est mort, avant 1107, dans un combat contre le danichmendide Amir Ghazi Gümüchtegin.
2. Malik Shah est le second fils et héritier présomptif qui doit faire face à ses deux puînés. Il succède à son père de 1107 à 1116 mais il est retenu prisonnier à Mossoul. Il n'exerce réellement le pouvoir qu'après sa libération en 1109/10[5].
3. Mas'ud Ier dépose et fait tuer son frère Malik Shah en 1116. Il règne jusqu'en 1155.
4. `Arab se rebelle contre son frère Mas`ûd en 1126
5. Tuğrul Arslan, après la mort de Kılıç Arslan, sa mère exerce le pouvoir à Malatya[5].